# Пиротчине
Пиро́тчине — село в Україні, у Кролевецькій міській громаді Конотопського району Сумської області. Населення становить 35 осіб. До 2020 орган місцевого самоврядування — Гречкинська сільська рада.

## Географія
Село Пиротчине знаходиться на правому березі річки Есмань, вище за течією на відстані 6 км розташоване село Курдюмівка, нижче за течією на відстані 2,5 км розташоване село Холодівщина. До села примикає лісовий масив. Поруч проходять автомобільна дорога Т 1907 і залізниця, станція Пиротчине за 1,5 км.

## Історія
В радянський час біля села видобувався торф. В районі села Гречкине існував торф'яний завод до якого через село йшла залізнична гілка (наразі гілка розібрана).
12 червня 2020 року, відповідно до розпорядження Кабінету Міністрів України № 723-р «Про визначення адміністративних центрів та затвердження територій територіальних громад Сумської області», село увійшло до складу Кролевецької міської громади.
19 липня 2020 року, в результаті адміністративно-територіальної реформи та ліквідації Кролевецького району, увійшло до складу новоутвореного Конотопського району.

## Символіка
На гербі зображена річка Есмань (Османь) з чорними торф'яними берегами. Пиротчинські джерела (ключі) зображені на зеленому тлі оскільки знаходяться в лісовому масиві. Червоне перехрестя зображає мости через Есмань. В центрі герба зображений купальський віночок із квітів, символізуючи щорічне фольклорне свято «Купальські передзвони на хвилях Есмані». Біло-червоний народний орнамент відгукується з кольорами Кролевецького рушника.

## Культура
Щороку в урочищі Пиротчинські джерела проходить традиційне фольклорне свято «Купальські передзвони на хвилях Есмані». 